# Pinzette

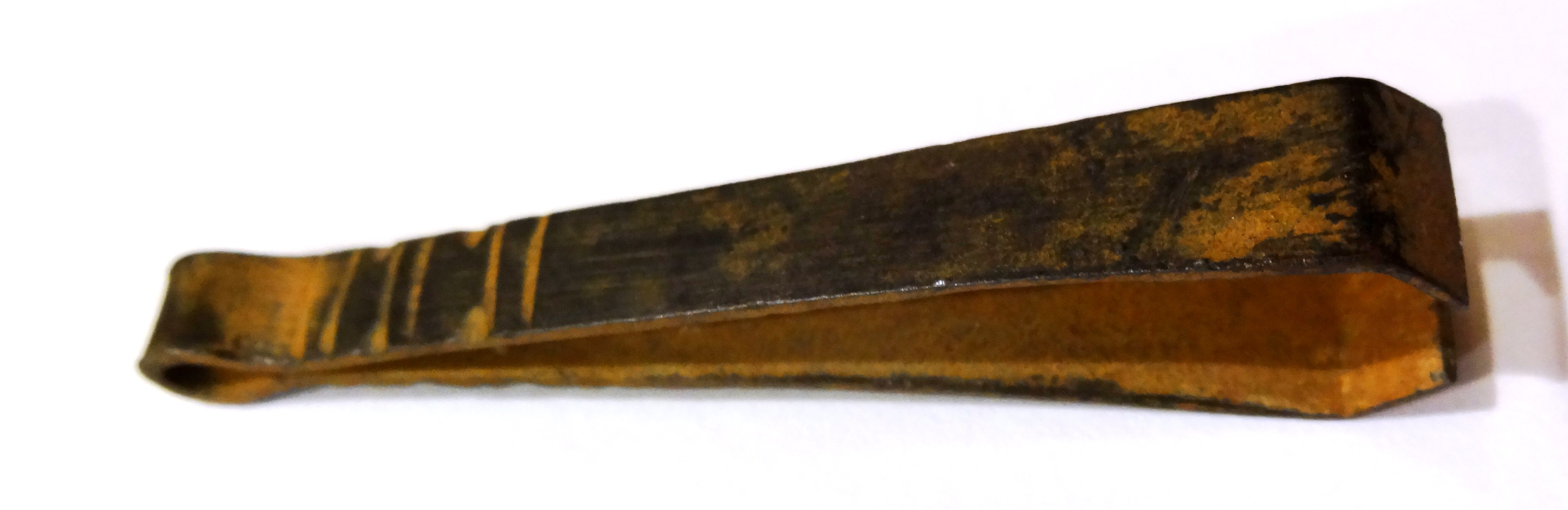
Römische oder frühbyzantinische Pinzette aus Bronze

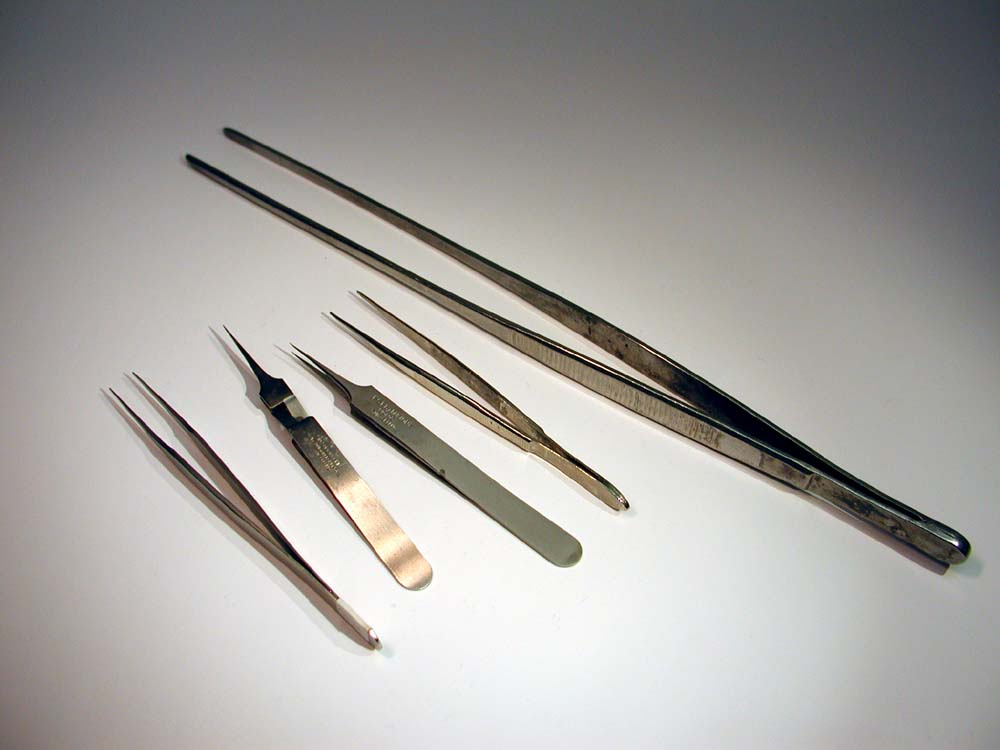
Verschiedene Pinzetten

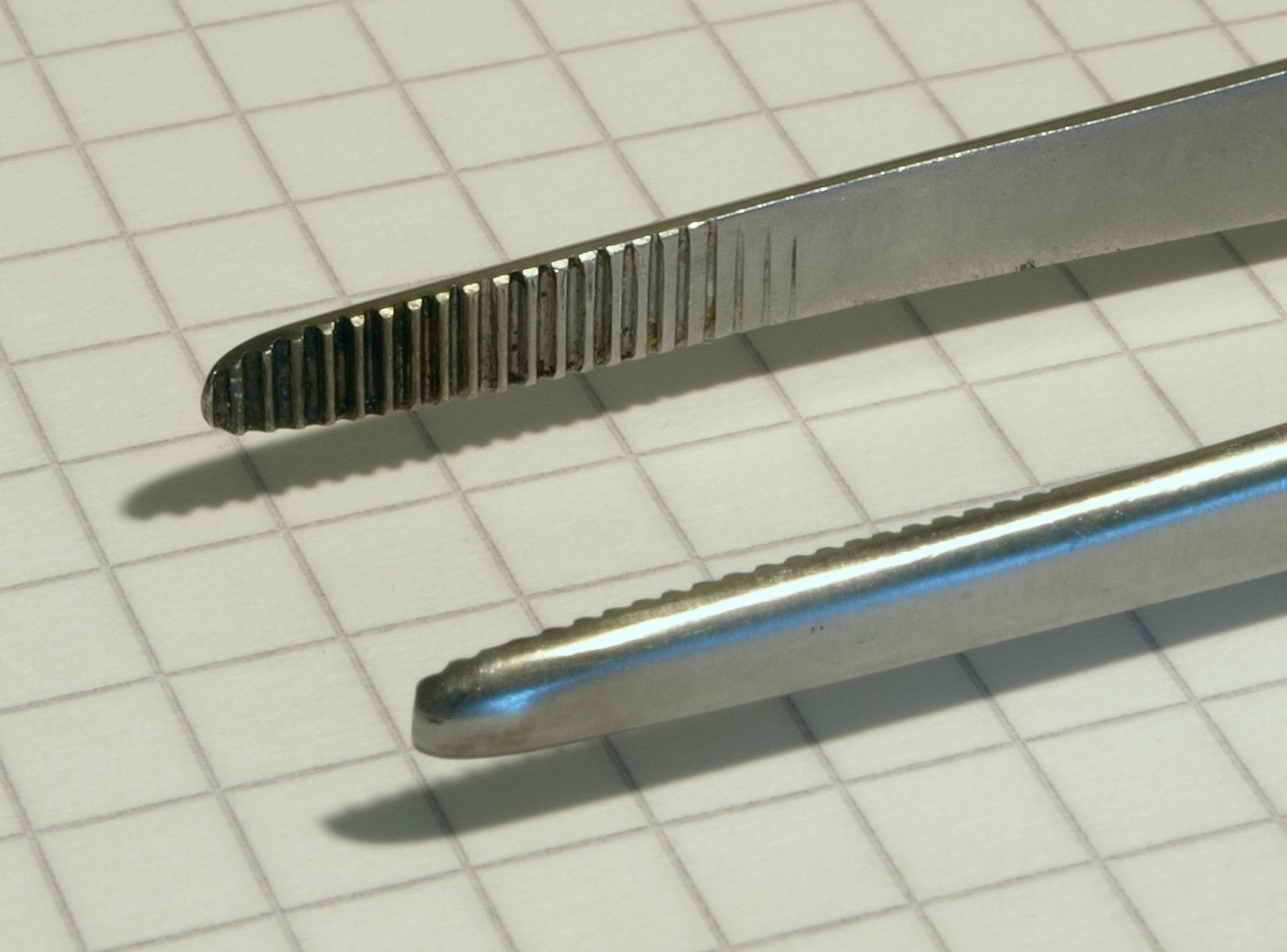
Spitze einer Anatomischen Pinzette

Eine Pinzette ist ein Werkzeug, das dazu dient, kleine Gegenstände zu greifen. Der Name leitet sich ab vom französischen pince = Zange über pincer = kneifen, zwicken.

## Aufbau
Meist bestehen Pinzetten aus zwei aneinandergefügten Metallstücken (auch andere Materialien, wie beispielsweise Kunststoffe, Keramik oder glasfaserverstärkter Kunststoff werden eingesetzt), die sich durch leichten Druck auf beide Teile aufeinander zubewegen. Die Spitze der Pinzette ist dann geschlossen. In der Kosmetik-Industrie werden leichte Pinzetten aus nahtlosem Aluminium bevorzugt. Diese Pinzetten werden aus gegossenen, eloxierten Aluminium-Profilen hergestellt, die dann quer ausgeschnitten und an den Spitzen geschliffen werden.

## Geschichte
Metallene Pinzetten sind aus zahlreichen Grabfunden seit der jüngeren Bronzezeit bekannt, davor wurden sie aus Holz, Knochen oder Horn hergestellt.
Früher nannte man sie auch Kluppzange.

## Varianten

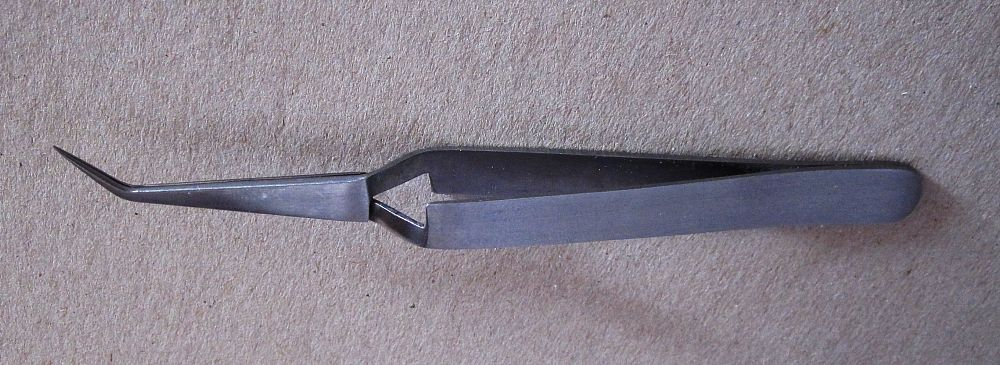
Festhalte-/Kreuzpinzette

Pinzetten gibt es in den unterschiedlichsten Ausführungen:
- mit spitzen Enden
- mit runden Enden
- mit vierkantigen Enden
- gerade Pinzetten
- gebogene oder abgewinkelte Pinzetten
- Schneidepinzetten
- Festhaltepinzetten (Kreuzpinzetten) (z. B. Kugelhaltepinzetten)
- antimagnetische und säurefeste Pinzetten
- monopolare und bipolare Pinzetten (HF-Chirurgie)

## Anwendungen
Typische Anwendungsfelder sind:
- in der Aquaristik beim Bepflanzen z. B. Aquascaping
- im Bleisatz
- in der Elektronik
- in der Haarpflege
  - zur Haarentfernung
  - im Zusammenhang mit Ohrlöffelchen und Rasiermessern, der Haar- und Bartpflege
- in der Halbleitertechnik in Form der Waferpinzette
- in der Kosmetik
- in der Medizin (als Anatomische Pinzette oder Chirurgische Pinzette)
- in der Numismatik im Umgang mit kleineren Münzen, anders als Philateliepinzetten sind die Numismatikpinzetten zum Schutz der Münzen an den Spitzen mit Kunststoff umhüllt
- in der Philatelie zum Umgang mit Briefmarken mit flächigen Enden
- im Privathaushalt als universelles Kleinwerkzeug zum sicheren Greifen von Gegenständen
- in der Schmuckherstellung
- In der Textilindustrie als Noppeneisen
- in verschiedenen Wissenschaften

Außer den im Bild gezeigten Pinzetten gibt es auch noch andere Pinzetten, beispielsweise sogenannte optische Pinzetten und Vakuumpinzetten.